# Niederwiltz (kanton Wiltz)
Niederwiltz (lb. Nidderwolz, Nidderwooltz) – mała miejscowość (lieu-dit) w północnym Luksemburgu, w kantonie Wiltz, w gminie Wiltz. Do 3 października 2015 miejscowość leżała w dystrykcie Diekirch. 